# Images (Debussy)
Images ("Immagini") è il titolo di quattro suite di Claude Debussy:
- Images inédites o oubliées (1894), per pianoforte
- Images – Première Série (1901 – 1905), per pianoforte
- Images – Deuxième Série (1907), per pianoforte
- Images per orchestra (1905 – 1912)

Fra tutte le più note sono le due serie per pianoforte composte fra il 1901 e il 1907, spesso eseguite in concerto come un unico ciclo.

## Images inédites
Le Images composte da Debussy nell'inverno 1894 sono una raccolta di tre brani per pianoforte rimasti inediti, con l'eccezione del secondo, fino al 1977 quando furono pubblicati per la prima volta col titolo di Images oubliées. La raccolta fu stampata successivamente nel 1998 da Durand nell'Édition critique des oeuvres complètes de Claude Debussy.
Si tratta di un lavoro giovanile poco conosciuto; fornisce comunque un'interessante testimonianza della ricerca espressiva che il compositore porterà a compimento nelle opere successive. La raccolta fu scritta e dedicata a Yvonne, una delle figlie del pittore Henry Lerolle, amico di Debussy e cognato di Ernest Chausson. Il musicista, sensibile al fascino e alla grazia della diciassettenne Yvonne, la considerava come una sorella minore di Mélisande, protagonista dell'opera che stava scrivendo.
- Lent, doux et mélancolique (Fa diesis minore). Come scrisse Debussy a Henry Lerolle, dedicando l'opera alla figlia, il brano è come "un valzer a uso di chi apprezza questo genere di cose seduto in una comoda poltrona"[3]; è una pagina di meditazione sommessa e delicata, quasi una romanza senza parole.
- Sarabande "Souvenir du Louvre" (Do minore). Il brano, con l'indicazione in partitura di Andamento di sarabanda, ricorda l'incedere della danza lenta e solenne, d'altri tempi, quasi come un vecchio dipinto del Louvre; il pezzo contiene, entro i limiti della forma classica, alcune soluzioni armoniche già tipicamente debussiane. Il musicista, con lievi variazioni, lo riprese come movimento centrale della suite Pour le piano del 1901. È l'unico del trittico a essere stato pubblicato poco dopo la composizione, apparve infatti su Le grand journal du lundi il 17 febbraio 1896.
- Quelques aspects de "Nous n'irons plus au bois". Toccata (Do diesis minore). È il brano più moderno e brillante dei tre, costruito con una scrittura veloce, utilizzando una canzone infantile (Nous n'irons plus au bois) adducendo una motivazione un po' ironica per la scelta: per il musicista il tempo atmosferico di allora era pessimo e non permetteva di uscire[1]. Questa partitura si presenta quasi come uno studio propedeutico per il futuro Jardin sous la pluie, ultimo pezzo delle Estampes del 1903.

Il fatto che questi tre brani appartengano al periodo iniziale di Debussy come autore per pianoforte è indicato dal fatto che in partitura manchi totalmente l'indicazione del pedale, soprattutto perché, in alcuni momenti, l'uso della risonanza sarebbe stato indispensabile nell'esecuzione; questo utilizzo sarà infatti fondamentale negli anni successivi nel pianismo di Debussy.

## Images– Première Série
Quando nel 1905 Debussy si trovava a Eastbourne, in Inghilterra, con la compagna Emma Bardac, riuscì finalmente a terminare le tre composizioni di Images per pianoforte a cui lavorava già dal 1901; la serie era stata da lui promessa all'editore Durand con cui aveva firmato il contratto nel luglio 1903. Dopo aver composto La Mer tergiversò a lungo nello scrivere i tre brani, soprattutto perché non era contento del primo, Reflets dans l'eau. Infine, nel settembre del 1905 spedì a Durand la prima serie delle Images scrivendogli che i tre pezzi avrebbero saputo "farsi valere e conquistarsi un posto nella letteratura del pianoforte... alla sinistra di Schumann o alla destra di Chopin, as you like it".
La serie completa venne eseguita per la prima volta il 6 febbraio 1906 a Parigi alla Salle des Agriculteurs a opera del pianista Ricardo Viñes.
A differenza della raccolta precedente si tratta di un'opera già matura, che, insieme al ciclo successivo, costituisce un punto di svolta nella storia della tecnica pianistica ed è senza dubbio uno dei risultati più alti dell'arte di Debussy. Comprende anch'essa tre pezzi, altrettante evocazioni musicali di "paesaggi interiori" più o meno collegati a suggestioni naturalistiche.

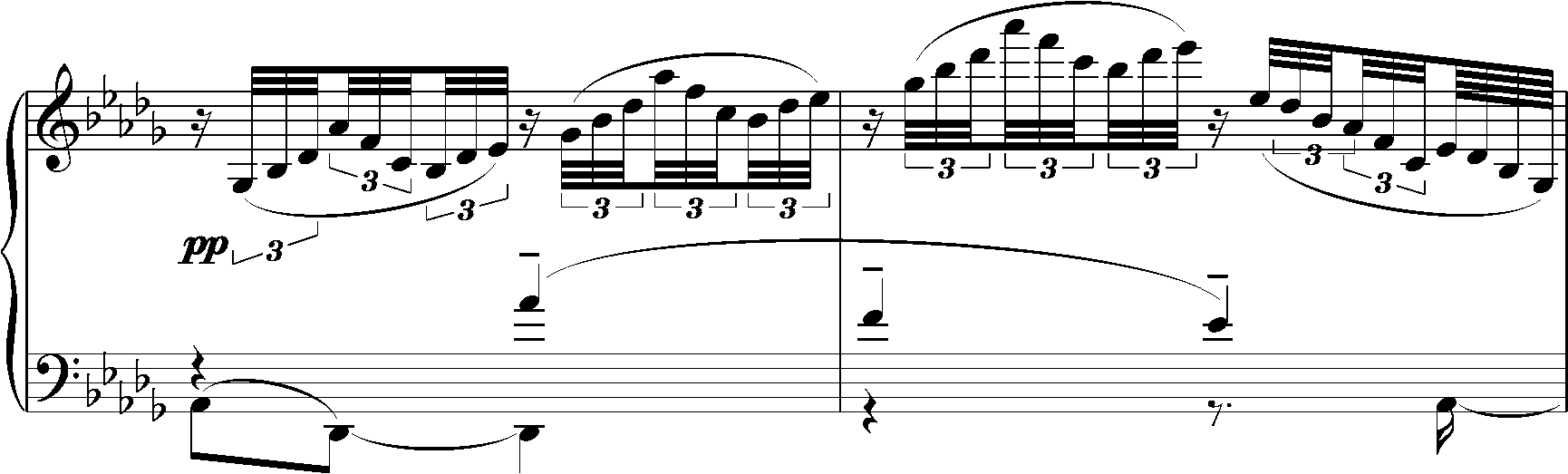
Reflets dans l'eau

- Reflets dans l'eau. Andantino molto, tempo rubato (Re bemolle maggiore). Il brano è probabilmente il primo scritto dal compositore, lo fece infatti ascoltare a Ricardo Viñes già nel 1901[1]. Verosimilmente nel 1905 Debussy non lo ritenne più adeguato, come disse a Durand, proprio perché già "datato" rispetto all'evoluzione della sua scrittura pianistica. Si tratta di un brano strutturalmente complesso, costituito da continue idee musicali che evocano per sinestesia la sensazione visiva dell'acqua; nonostante sia stato composto quasi contemporaneamente a La mer, la pagina ci offre una visione dell'acqua in termini musicali decisamente differenti. Mentre nel brano sinfonico l'immagine sonora è di movimento, di evocazione di onde e di vento, nei Reflets il musicista descrive i riflessi sull'acqua, quasi immobile, dovuti a piccole increspature che man mano si ampliano con leggeri movimenti sulla superficie calma di uno stagno o di un lago; il tutto è reso musicalmente con serie di accordi, a volte dissonanti, e con serie di leggeri arpeggi e cromatismi che, dopo aver raggiunto una connotazione in forte, vanno placandosi via via per tornare alla quiete iniziale, concludendo, come indica l'autore, "in una sonorità armoniosa e lontana"[1].
- Hommage à Rameau. Lent et grave, dans le style d'une sarabande, mais sans rigueur (Sol diesis minore). L'omaggio a Rameau è legato all'ammirazione di Debussy per questo autore che contrapponeva spesso al tedesco Gluck che egli considerava pedante e affettato[5]. Anche se il brano ha il tempo ternario di una lenta sarabanda, in realtà non ha nulla della danza, il linguaggio debussiano travalica l'aspetto che dovrebbe avere la partitura non rispettando nemmeno gli accenti, "senza rigore", appunto. La pagina, pacata e lenta, ha momenti introspettivi e talvolta malinconici. La dedica al compositore settecentesco non va intesa come un'imitazione del suo stile, ma piuttosto come una trasfigurazione della forma classica alla luce di una nuova estetica. Da notare come la parte prevalente del brano, suonata piano e molto lenta, costruita su serie di accordi studiati con accuratezza, abbia l'obbligo di una pedalizzazione importante per accentuarne l'effetto[1]. Questo è l'unico dei tre brani a essere stato eseguito singolarmente, poco dopo la composizione, il 14 dicembre 1905, ai Concerti delle Soirées d'art, interpretato da Maurice Dumesnil.
- Mouvement. Animé (Do maggiore). Totalmente differente questo terzo brano si presenta come un pezzo vivace ed estroso che riporta al virtuosismo di Pour le piano. L'esecuzione, tecnicamente difficile, è costruita sull'ostinata ripetizione di rapidissime terzine di semicrome; il pianista deve affrontare arpeggi con la mano destra in velocità, mantenendo un ritmo sostenuto e sempre in ppp'. È una pagina che, come Reflets dans l'eau, potrebbe benissimo essere considerata come uno studio, così come Debussy intendeva questo termine, dove non era il caso di "rendere più opprimente la tecnica allo scopo di apparire più seri", aggiungendo che un tocco di charme non poteva far male a nessuno[6].

## Images– Deuxième Série
Nell'agosto 1906 Debussy si trovava in vacanza con la famiglia a Dieppe in Normandia; egli continuò comunque a lavorare e si dedicò soprattutto a completare il primo e secondo brano che avrebbero fatto parte della seconda serie di Images per pianoforte. Il terzo brano, Poissons d'or, fu terminato poi l'anno successivo, tra agosto e settembre, mentre il musicista si trovava a Pourville nei pressi di Hautot-sur-Mer. La serie fu consegnata all'editore Durand entro la fine di settembre, questa volta senza scuse o ritardi come era precedentemente accaduto. Le Images, deuxième série furono pubblicate nel gennaio 1908. La prima esecuzione avvenne il 21 febbraio 1908 a Parigi, al Cercle Musical, con Ricardo Viñes come interprete.

Collegata alla serie precedente, questa raccolta sembra portare lo sperimentalismo espressivo e tecnico di Debussy a un livello ancora più etereo e trascendentale. Secondo Pierre Boulez i due quaderni di Images, insieme a Estampes e a L'isle joyeuse, "segnano la pienezza di una certa forma della scrittura pianistica in Debussy... Queste serie di pezzi sono dei monumenti della letteratura pianistica: è inconcepibile che un compositore non ne tenga conto né che un pianista non si procuri la tecnica esemplare che essi esigono".

Come la precedente anche questa serie si articola in tre brani:
- Cloches à travers les feuilles. Lent (Sol minore), dedicato ad Alexandre Charpentier. Il brano offre un'immagine visiva delle foglie unita a una sensazione uditiva, quella delle campane il cui suono arriva a noi attraverso le fronde degli alberi. Pare che sia stato l'amico Louis Laloy a suggerire questa idea al musicista, raccontandogli come nel giorno di Tutti i Santi, quasi fino al Giorno dei morti, in un paese del Giura le campane suonassero dall'alba al tramonto e che i rintocchi si rincorressero di villaggio in villaggio passando attraverso i boschi[1]. Si tratta di un brano dalla struttura eterogenea, costituito da sezioni molto dissimili che confluiscono l'una nell'altra in modo spontaneo e quasi imprevedibile. Dal punto di vista armonico il pezzo sembra riportare echi del gamelan giavanese tanto ammirato da Debussy, proprio nel risuonare delle campane, mostrando un largo impiego della scala pentatonica.
- Et la lune descend sur le temple qui fut. Lent (Mi minore), Dedicato a Louis Laloy. Il titolo di questo secondo brano ha sempre posto molti interrogativi, ma dal momento che la musica non presenta aspetti particolari che possano chiarire la cosa, si ritiene che probabilmente Debussy scelse questo titolo solo perché a lui suonava bene[1]. In effetti, di là da un'atmosfera un po' misteriosa in cui l'autore sperimenta soluzioni armoniche particolarmente "esotiche" come accordi di seconda, passaggi di quinte e quarte parallele, il brano sembra essere solo una suggestiva e quasi ipnotica evocazione del chiaro di luna; volendo possiamo anche intravedere l'immagine di un antico tempio orientale immerso in un'atmosfera silenziosa e magica che appare idealmente dalle note raffinate e sfumate della partitura. La struttura armonica della pagina è di grande perfezione, ma evanescente; a volte Debussy riesce a suggerire un'immagine sonora con un unico accordo ripetuto poco dopo più piano creando un colore indefinito e molto suggestivo.
- Poissons d'or. Animé (Fa diesis maggiore), dedicato a Ricardo Viñes. Il brano si ispira a un pannello giapponese laccato di nero e intarsiato con madreperla e oro, che raffigurava due pesci rossi, dai riflessi dorati, in un fiume stilizzato[8]; il manufatto si trovava nello studio del compositore e ora è esposto nel Museo Claude Debussy a Saint-Germain-en-Laye, casa natale del musicista[9].
La pagina dimostra la grande sicurezza compositiva di Debussy, capace di sfruttare fino in fondo tutti i mezzi espressivi dello strumento e di mantenere al tempo stesso un assoluto controllo formale. La rappresentazione dei pesci che guizzano, lo splendore dei colori, il luccichio dell'acqua sono particolarmente vividi, e in un certo senso giustificano l'imputazione di "impressionismo musicale" più volte rivolta al compositore; si tratta comunque di un pezzo estremamente innovativo e di indiscutibile fascino.

Tra il 1905 e il 1912 Debussy scrisse un'altra serie di composizioni, Images per orchestra, inizialmente per due pianoforti e in seguito modificata in forma orchestrale.

L'opera è costituita da tre parti: Gigues, Ibéria, Rondes du printemps. Ibéria è a sua volta suddivisa in tre sezioni successive (Par les rues et par les chemins - Les parfums de la nuit - Le matin d'un jour de fête).